# Diolcogaster procris
Diolcogaster procris är en stekelart som först beskrevs av Fischer 1964.  Diolcogaster procris ingår i släktet Diolcogaster och familjen bracksteklar. Inga underarter finns listade i Catalogue of Life.